# Calamus multisetosus
Calamus multisetosus är en enhjärtbladig växtart som beskrevs av Karl Ewald Maximilian Burret. Calamus multisetosus ingår i släktet Calamus och familjen Arecaceae. Inga underarter finns listade i Catalogue of Life.